# Fezia pterocarpa
Fezia pterocarpa är en korsblommig växtart som beskrevs av Charles-Joseph Marie Pitard och Jules Aimé Battandier. Fezia pterocarpa ingår i släktet Fezia och familjen korsblommiga växter. Inga underarter finns listade i Catalogue of Life.